# Fredericton and Grand Lake Coal and Railway
Die Fredericton and Grand Lake Coal and Railway war eine Eisenbahngesellschaft in der kanadischen Provinz New Brunswick. Sie wurde am 26. März 1910 gegründet und baute bis 1913 eine normalspurige, 53,3 Kilometer lange Eisenbahnstrecke von South Devon nach Minto. South Devon liegt gegenüber der Provinzhauptstadt Fredericton am Saint John River. Hier bestand eine Verbindung zur Canadian Pacific Railway (CPR) und eine Strecke der Canadian Government Railways wurde gekreuzt. Die Strecke stellte die bereits in den 1880er Jahren geplante westliche Verlängerung der New Brunswick Coal and Railway (NBCR) dar, deren Strecke in Minto anschloss. 
Am 4. November 1914 pachtete die CPR die Bahn zusammen mit der NBCR und führte den Betrieb weiter. Die Fredericton&Grand Lake Coal and Railway Company wurde am 28. Dezember 1955 aufgelöst und in die CPR integriert. Die Strecke ist nicht mehr in Betrieb.